# Magnus Westergaard
Magnus Westergaard, né le 27 mai 1998 à Frederiksberg au Danemark, est un footballeur danois qui évolue au poste de milieu central au Wycombe Wanderers.

## Biographie

### En club
Né à Frederiksberg au Danemark, Magnus Westergaard commence le football avec le club local du Frederiksberg BK avant d'être formé par le FC Copenhague. En 2014 il décide de poursuivre sa formation au Lyngby BK, intégrant l'équipe des moins de 17 ans, puis jouant avec les moins de 19 ans. Il joue son premier match en professionnel avec ce club, le 22 avril 2018, à l'occasion d'une rencontre de Superligaen, contre l'Odense BK. Il est titularisé au milieu de terrain et son équipe s'incline par trois buts à zéro,.
Le 1er octobre 2020, Magnus Westergaard est prêté pour une saison au Hvidovre IF.
De retour à Lygnby à la fin de son prêt à l'été 2021, Westergaard est intégré à l'équipe première mais retrouve également la deuxième division danoise puisque le club vient d'être relégué.
Le 30 janvier 2023, lors du mercato hivernal, Magnus Westergaard rejoint le Viborg FF. Il signe un contrat courant jusqu'en décembre 2025.
Le 16 janvier 2025, lors du mercato hivernal, Magnus Westergaard rejoint l'Angleterre en s'engageant avec le club anglais de Wycombe Wanderers. Il signe un contrat courant jusqu'en juin 2028.